# Abside

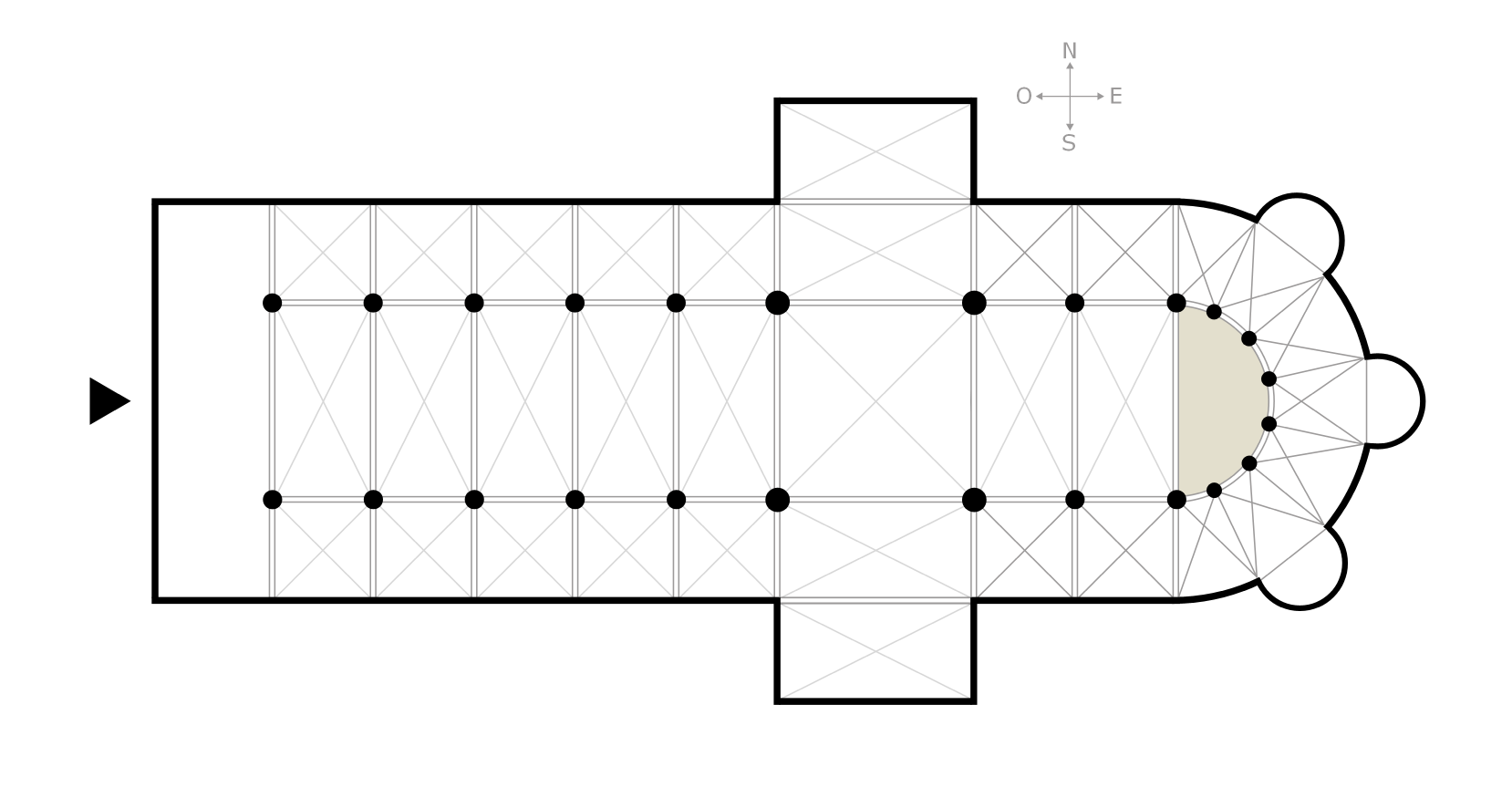
L'abside principale di una chiesa dotata di deambulatorio

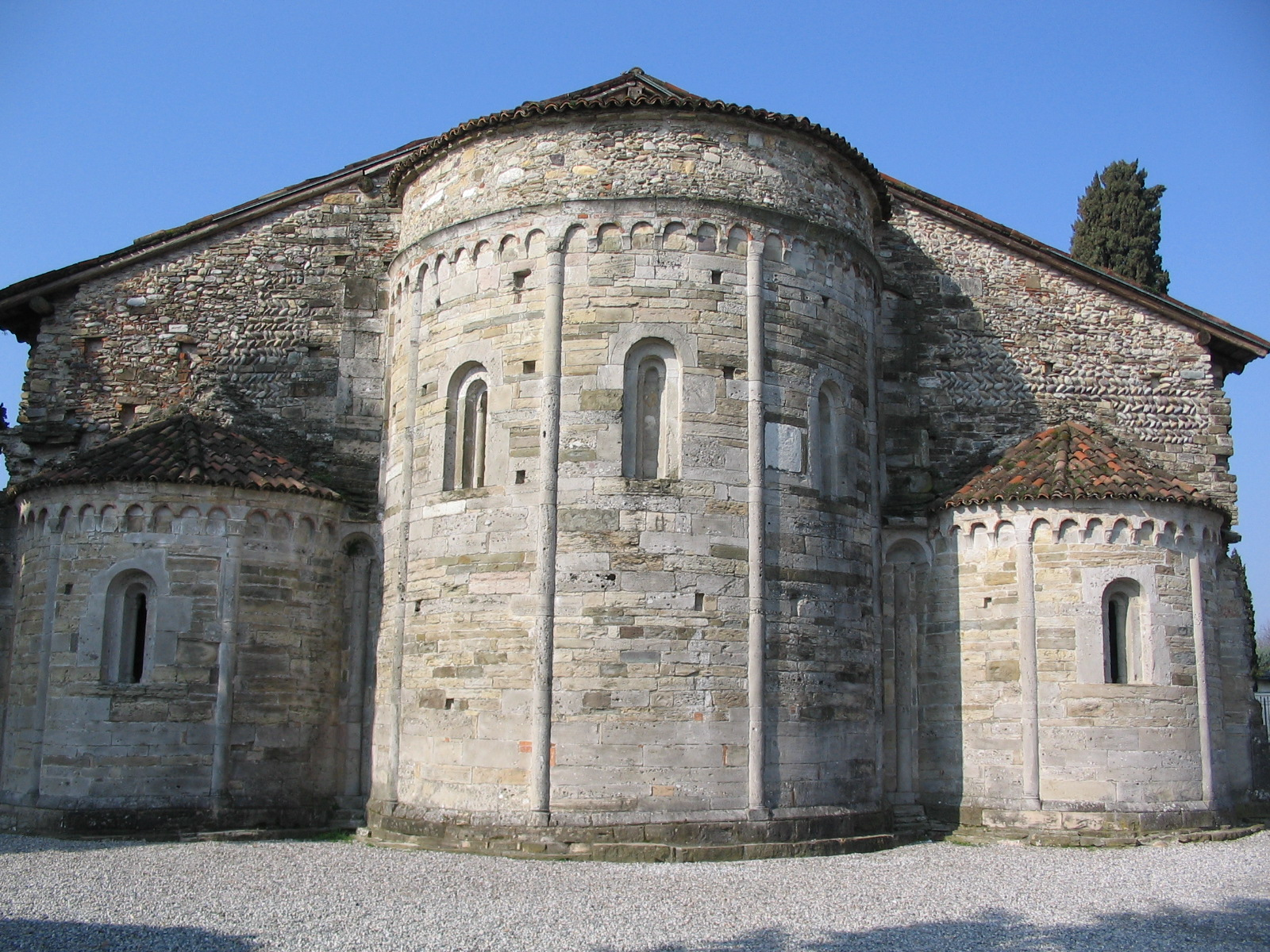
Abside tripla della basilica romanica di Santa Giulia a Bonate Sotto, vista dall'esterno

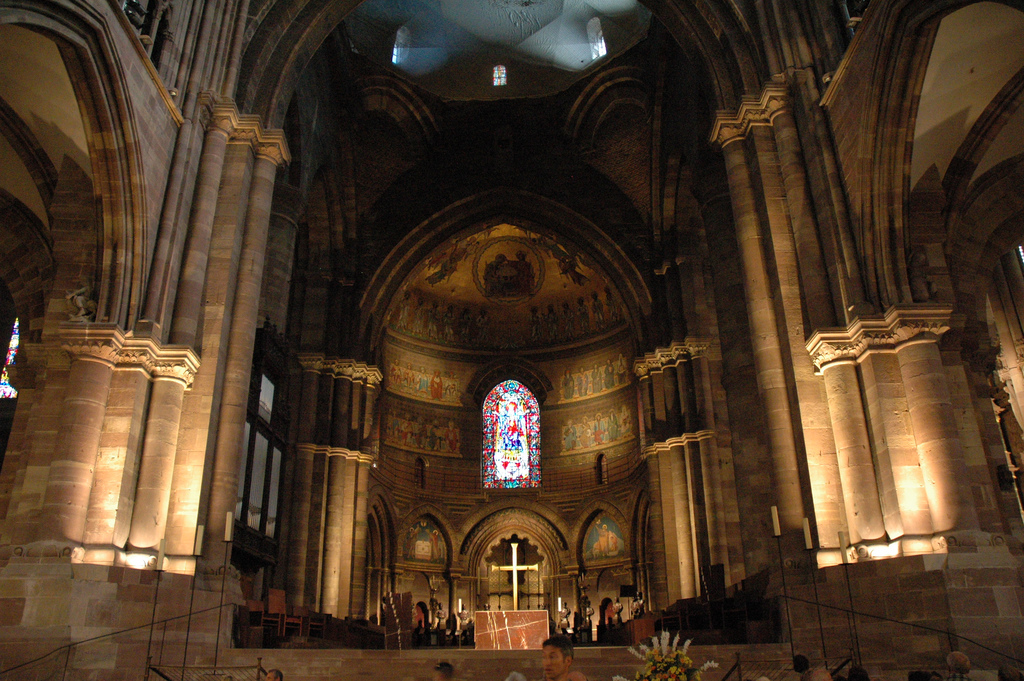
Abside della cattedrale di Strasburgo, vista dall'interno

L'abside (dal latino absis, apsis o hapsis, dal greco antico: ἁψίς?, hapsís, "arco") è una struttura architettonica verticale a pianta semicircolare o poligonale, parte di un edificio, spesso di una chiesa; l'abside è coperta da una volta, detta conca o catino absidale, che ha generalmente la forma di una semicupola (quarto di sfera).

## Storia
L'uso delle absidi nacque nell'architettura romana, dove si trova dalla tarda età repubblicana, anche nelle celle degli edifici templari (es. tempio di Venere Genitrice). Si trova anche nelle basiliche civili d'epoca sempre romana, al centro di uno o dei due contrapposti lati interni, dove generalmente sedevano i magistrati (tribunale) o l'imperatore stesso. 
In seguito, in epoca tardo-imperiale, si diffuse la posizione preminente sul lato minore, dove di solito veniva collocata la statua o il trono dell'imperatore, che così acquisiva una valenza ultraterrena e sacrale, tipica appunto delle effigie di culto nei templi. Una grande abside si trova nella basilica di Massenzio, ma anche nell'Auditorium imperiale della Domus Flavia sul Palatino o nella Basilica Palatina di Costantino a Treviri.
In epoca costantiniana si diffuse anche nell'architettura cristiana, riprendendo in particolare il modello della basilica imperiale come quella di Treviri, con una grande abside che dominava la navata e che era incorniciata da un grande arco, detto arco trionfale. Vi prendeva posto il clero e i presbiteri, oltre alla cattedra vescovile.
Nell'antica basilica di San Pietro l'abside evidenziava la tomba di Pietro, mentre in San Giovanni in Laterano coronava l'altare e la cattedra vescovile. Il modello si diffuse in tutta l'architettura paleocristiana e in quella successiva, arrivando a diventare un elemento tra i più tipici dell'architettura cristiana. Spesso le absidi, ed in particolare i catini absidali e gli archi trionfali erano decorati da splendidi cicli musivi, come restano precoci testimonianze a Roma e a Ravenna. Sempre a Ravenna, si può notare una particolarità delle absidi delle basiliche lì costruite, ovvero che sono poligonali esternamente e circolari internamente. 
L'architettura delle absidi restò essenzialmente semplice fino all'epoca romanica, quando divenne frequente la costruzioni di deambulatori e cappelle radiali, elemento quest'ultimo tipico dell'architettura d'oltralpe. 
Questi elementi, peraltro già presenti in alcune architetture più antiche, si diffusero nelle basiliche di pellegrinaggio (o santuari), per permettere ai pellegrini di girare attorno all'altare maggiore dove si trovavano le reliquie del santo, e di pregare nelle cappelle laterali, arricchendo l'esperienza spirituale.
Durante il medioevo non mancarono neppure absidi a terminazione tronca, cioè rettangolari, soprattutto nel gotico inglese.
In ogni caso si trovano in alcune chiese antiche più absidi delle medesime dimensioni: se sono in numero di due (es. in area tedesca) si parla di doppia abside; se, come sovente accade, le absidi sono tre, si usa la definizione abside triconca (o triconco). In caso di absidi più piccole le si chiamerà absidiole.
In epoca gotica le absidi, come un po' tutte le pareti delle chiese, vennero traforate per lasciare spazio alle vetrate.

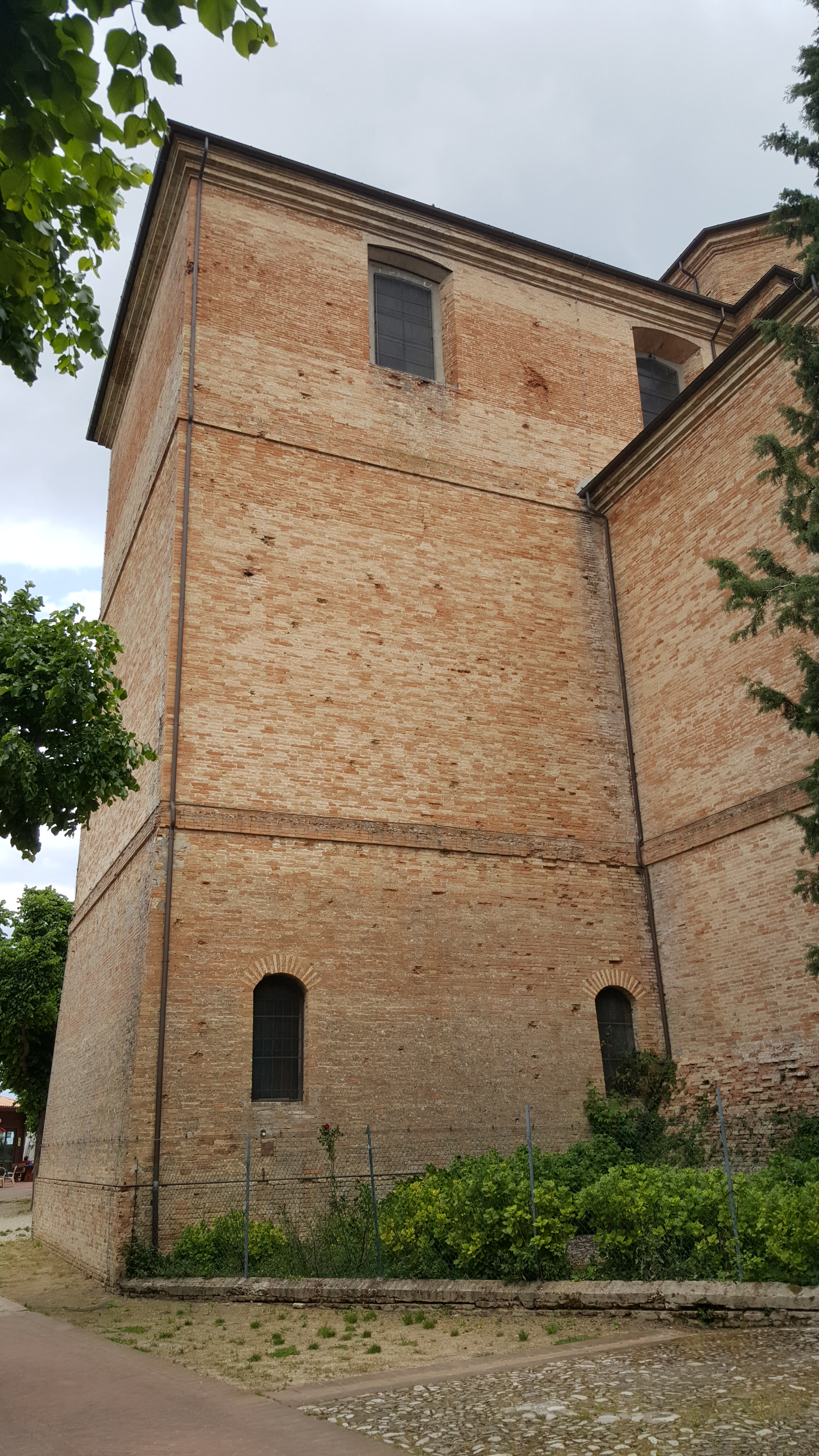
Abside a scarsella. Chiesa di San Biagio vescovo (Santuario di Santo Amato Ronconi), Saludecio (RN)

Nel Rinascimento si diffuse un'alternativa all'abside nelle cappelle: la scarsella, di base quadrata o rettangolare. In particolare Filippo Brunelleschi inserì la scarsella di formazione triconca o quadrata.
L'abside è circolare perché è dedicata a Dio mentre la navata, dove sta il popolo dei fedeli, è rettangolare.
L'abside si ricollega al simbolismo del cerchio che assimila la chiesa al cielo, così come la forma rettangolare o quadrata della navata la riconnette alla terra (simbolismo cosmico dell'edificio sacro). Per evidenziare il ruolo-docente del vescovo, al di sopra della cattedra, nel catino absidale delle antiche chiese era rappresentato il Cristo Pantocratore, oppure il Cristo assiso in trono che sorregge un libro con la mano sinistra, mentre con la destra esprime il gesto benedicente o locutorio (Maiestas Domini). Talvolta nel catino absidale si trova anche l'etimasia.
"L'abside, nel simbolismo cristiano, vuol esprimere il legame esistente tra la Chiesa trionfante e quella militante, tramite la gerarchia ecclesiastica. Le scene figurate nel catino absidale si ispirano quasi sempre al ciclo cristologico: Cristo docente o Cristo tra gli apostoli; ciò indica come nell'abside si realizzi materialmente l'immagine stessa della Chiesa, dove il vescovo, legittimo rappresentante del Signore, siede sul trono circondato dai suoi ministri, i presbiteri, che operano e danno compimento alla missione divina nel corpo della ecclesia fidelium" (assemblea dei fedeli).